# Amanda Davidson
Amanda Davidson (* 6. Mai 1983 in Dayton, Tennessee) ist eine US-amerikanische Basketballtrainerin und ehemalige -spielerin.

## Werdegang
Die 1,75 m große Aufbauspielerin, die auch auf den Flügeln eingesetzt werden kann, spielte bis 2005 an der University of Indianapolis. In der Saison 2005/06 war sie in Holland beim dortigen Erstligaverein Probuilt Lions Landsmeer unter Vertrag. Zur Saison 2006/07 wechselte sie nach Nördlingen in die 2. Damen-Basketball-Bundesliga, wo sie zur Top-Scorerin der Liga avancierte und in allen Statistiken deutlich führte.
Als ihr Verein die Aufstiegsoption in die erste Basketball-Bundesliga nicht wahrnahm, wechselte Davidson zur Saison 2007/08 zum BC Marburg in die höchste deutsche Liga.
Am 1. Februar 2009 gelang ihr im Spiel des BC Marburg gegen den TV 1872 Saarlouis aus 20 Metern Entfernung ein Buzzer Beater.
Zur Saison 2013/14 wechselte Amanda Davidson zum Erstligisten ChemCats Chemnitz. Dort beendete sie ihre Spielerinnenkarriere und wurde zur Saison 2015/2016 als Coach des Erstligateams verpflichtet.

## Erfolge
Mit dem niederländischen Erstligaclub Pro Built Lions Landsmeer konnte sie 2006 den Pokalsieg erringen und wurde zudem ins Allstar-Team gewählt.
Mit dem TSV 1861 Nördlingen gewann sie in der Saison 2006/07 die Meisterschaft in der 2. Damen-Basketball-Bundesliga-Süd.
Mit dem BC Pharmaserv Marburg wurde sie in der Saison 2009/10 und 2011/12 Dritte in der Deutschen Meisterschaft und in der Saison 2010/11 Dritte im Pokalwettbewerb.